# Red Elvises

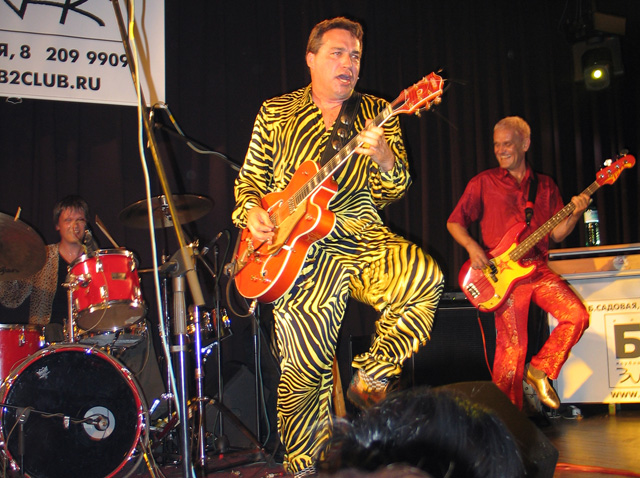
Concert des Red Elvises au Club B-2 en 2008

Les Red Elvises est un groupe de surf rock formé à Los Angeles en 1996. Le groupe prétend venir de Sibérie (« kick ass rock'n'roll from Siberia »- disent-ils), bien que les membres du groupe viennent d'autres régions, majoritairement d'ex-URSS.
Le groupe est formé de Oleg Bernov (Russie), Igor Yuzov (Odessa, Ukraine), Oleg "Schramm" Gorbunov (Kazakhstan), et Adam Gust (Minnesota). Les ex-membres Zhenya Kolykhanov et Avi Sills viennent respectivement de Russie et d'Austin, Texas. Le groupe s'est spécialisé dans la parodie de rock 'n' roll ou de surf music, jouant sur la contradiction d'un groupe russe jouant une musique typique américaine. Dans ce sens, les chansons sont souvent chantées avec un fort accent russe, voire directement en russe accompagnés à la basse-balalaïka. Sur leur site, ils prétendent que leurs « influences musicales incluent Elvis Presley et sa femme Priscilla, Chuck Berry, les Spice Girls et l'art oratoire du camarade Fidel Castro ».
Le groupe était composé au départ d'Igor Yuzov à la guitare et au chant, Oleg Bernov à la basse-balalaïka, Zhenya Kolykhanov (qui a changé son nom de famille légalement pour « Rock ») à la guitare et la balalaïka, et Avi Sills à la batterie.
En 1998, ils apparaissent et dans le film post-apocalyptique Six-string samurai. Dans ce film, l'URSS gagne la guerre froide et envahit les États-Unis. Ils participent aussi à la bande originale.

## Discographie
- Grooving to the Moscow Beat—1996
- Surfing in Siberia—1997
- I Wanna See You Bellydance—1998
- Six-string samurai soundtrack -- 1998
- Russian Bellydance -- 1999 (Traduction en russe de l'album précédent)
- Better Than Sex—1999
- Live at the Great American Music Hall—1999
- Shake Your Pelvis—2000
- Bedroom Boogie—2001
- Welcome to the Freakshow—2001
- Rokenrol—2002 (surtout en russe)
- Lunatics and Poets—2004